# Drekavac
Drekavac, (letteralmente "l'urlatore" o "lo strillatore"), chiamato anche drekalo, krekavac, zdrekavac o zrikavac, è una creatura mitica della mitologia slava meridionale. Il nome deriva dal verbo "drečati" ("strillare").

## Descrizione
Nella mitologia slava meridionale e nei racconti popolari questa creatura è stata variamente descritta:
- In alcuni racconti popolari è raffigurato come un uomo non morto che emerge dalla sua tomba di notte per tormentare i vivi.
- In altri il redivivo è ritratto come un bambino non battezzato che si alza dalla tomba di notte per tormentare i suoi genitori e talvolta può anche essere sentito implorare persone che passavano davanti ai cimiteri per battezzarlo e porre così fine alla sua miseria.
- Nella Serbia orientale è stato raffigurato sotto forma di una creatura canina umanoide che cammina sulle zampe posteriori.
- Nelle vicinanze di Maglaj è stato raffigurato sotto forma di fantasmi di soldati che vagano di notte, spaventando le persone.
- Nelle vicinanze di Kozarska Dubica è stato raffigurato come un non morto simile a un vampiro che emerge dalla tomba durante la notte, e va in giro spaventando la gente.
- Nelle vicinanze di Arilje è stato raffigurato sotto forma di una creatura dal collo lungo e dalle gambe lunghe con una testa simile a quella di un gatto.
- In Sredačka župa è stato raffigurato sotto forma di una creatura umanoide con una gamba sola e con occhi luminosi che vaga di notte e spaventa le persone.
- Nelle vicinanze di Prijepolje, Lešak e Dragačevo è stato raffigurato come un'apparizione che può essere vista sotto forma di puledro pezzato, cane, gatto o uccello.
- Nelle vicinanze di Gruža è stato raffigurato sotto forma di una creatura con la bocca maculata, allungata e fuso-corpo sottile con una testa sproporzionatamente grande. Questa creatura non può volare e si ritiene che sia l'anima di un bambino morto.
- Una descrizione moderna di un presunto drekavac lo descrive come una creatura canina simile a un cane o una specie di uccello.

## Credenze originali
Inizialmente si pensava che il drekavac provenisse dalle anime di uomini peccatori o da bambini morti non battezzato.
Popolarmente si credeva che fosse visibile solo di notte, soprattutto durante i dodici giorni del Natale (chiamati giorni dei non battezzati in serbo-croato) e all'inizio della primavera. Inoltre si ritiene che se l'ombra di un drekavac cade su una persona, quella persona si ammalerà e morirà. Si ritiene che il drekavac eviti i cani e la luce intensa di qualcuno, mentre nella sua forma animale predice la malattia del bestiame. Quando assumeva la forma di un bambino, predice la morte, quando si credeva che altri demoni e creature mitiche fossero più attivi.

## Avvistamenti moderni
Sebbene la creatura sia usata principalmente nei racconti di ammonimento per bambini, ci sono anche alcuni adulti che credono ancora nella sua esistenza. Secondo la guida di un giornalista della rivista Duga, numerosi abitanti del villaggio sulla montagna di Zlatibor riferisce di averlo visto, e molti abitanti affermano di averlo sentito.
Sono avvenuti alcuni avvistamenti moderni:
- Nel 1992, è stato riferito che a Krvavica, gli abitanti del villaggio hanno trovato resti di un animale diverso da qualsiasi altro conosciuto nella zona e hanno affermato che fossero di un drekavac. È stato descritto come un cane, ma con un aspetto "simile a un serpente", testa e zampe posteriori "simili" a quelli di un canguro. Successivamente, si scoprì essere solo una carcassa marcia di volpe;
- Nel 2003, nel villaggio di Tometino Polje vicino a Divcibare, si sono verificati una serie di attacchi contro pecore, e alcuni abitanti del villaggio hanno concluso che fossero stati perpetrati da un drekavac. Altri abitanti del villaggio non erano d'accordo, visto che gli attacchi sono avvenuti durante il giorno, anziché di notte, quando il drekavac è presumibilmente più attivo.

## Apparizioni e riferimenti nella narrativa

### In letteratura
- Drekavac è menzionato in un racconto di Branko Ćopić, "Il coraggioso Mita e drekavac dallo stagno" (Cirillico: "Храбри Мита и дрекавац из рита") in cui un gruppo di superstiziosi pescatori smettono di pescare perché sentono grida misteriose nello stagno, dove di solito pescavano, e iniziano a credere di sentire un drekavac, che porta alla fame nel villaggio. Il protagonista della storia, un coraggioso ragazzo del villaggio di nome Mita, indaga su questo mistero e cattura il "drekavac", che si scopre essere un uccello molto raro per la zona, il tarabuso.
- Drekavac è menzionato anche nel libro di Ćopić Le aquile volano presto.
- Drekavac è un personaggio del romanzo di Larry Correia Monster Hunter Bloodlines.

### Nei giochi
- In Magic: The Gathering ha una carta di drekavac dal set Dissension.
- In EVE Online, l'incrociatore da battaglia Drekavac è una classe di astronavi, pilotata dal Collettivo Triglaviano.
- Il gioco di carte collezionabili serbo Izvori Magije ha numerose carte di creature di tipo drekavac, una di queste chiamato Drekavac iz vira (che significa "Drekavac dal vortice"). Questa creatura è descritta come: "Drekavac con la testa grande e il collo lungo e sottile, spesso salta fuori dai vortici per attaccare le persone che tornano a casa dai mulini ad acqua."
- In DmC: Devil May Cry, un demone chiamato Drekavac appare come un nemico ricorrente. Non viene nominato come tale fino all'ultimo incontro del giocatore con esso. Invece degli artigli, possiede spade lunghe e sottili.

### Nella musica
- "Drekavac" è il titolo di una canzone scritta ed eseguita dalla band serba thrash metal Piknik horror.
- "Drekavac" è anche il titolo di una canzone di Lordi dal loro progetto del 2021 Lordiversity.

## Creature mitiche simili
- Bukavac – registrato a Syrmia, un mostro a sei zampe con corna, pelle viscida e coda lunga, che vive nell'acqua (fiumi, paludi e torrenti) e ne esce durante la notte. È noto che emette forti rumori e cerca di strangolare le persone e gli animali che incontra;
- Jaud (pronunciato [jaud]) – un vampirizzato bambino prematuro;
- Myling – dal folklore scandinavo, incarnazioni fantasmatiche delle anime di bambini non battezzati che erano stati costretti a vagare per la terra;
- Nav – l'anima del bambino morto prima della terza età;
- Plakavac – registrato in Erzegovina, è un neonato strangolato dalla madre, che si rialzerà dalla tomba di notte come un piccolo vampiro creatura, torna a casa sua e urla intorno ad essa, ma per il resto non può fare alcun male;
- Poroniec – un demone ostile e maligno della mitologia slava. Si credeva che nascessero da feti nati morti, ma anche da resti impropriamente sepolti di bambini morti durante l'infanzia.